# Lijst van voetbalinterlands Nederlandse Antillen - Trinidad en Tobago
Deze lijst van voetbalinterlands is een overzicht van alle officiële voetbalwedstrijden tussen de nationale teams van de Nederlandse Antillen en Trinidad en Tobago. De landen speelden twaalf keer tegen elkaar. De eerste ontmoeting, een vriendschappelijke wedstrijd, werd gespeel in Port-au-Prince (Haïti) op 13 juni 1966. Het laatste duel, eveneens een vriendschappelijke wedstrijd, vond plaats op 17 juli 2008 in Port of Spain.

## Wedstrijden
| №  | Plaats         | Datum            | Competitie                               | Wedstrijd                             | Uitslag |
| -- | -------------- | ---------------- | ---------------------------------------- | ------------------------------------- | ------- |
| 1  | Port-au-Prince | 13 juni 1966     | Vriendschappelijk                        | Trinidad en T. – Nederlandse Antillen | 1 – 0   |
| 2  | Kingston       | 13 januari 1967  | CONCACAF-kampioenschap 1967 kwalificatie | Trinidad en T. – Nederlandse Antillen | 2 – 1   |
| 3  | San José       | 2 december 1969  | CONCACAF-kampioenschap 1969              | Nederlandse Antillen – Trinidad en T. | 2 – 1   |
| 4  | Paramaribo     | 7 oktober 1970   | Vriendschappelijk                        | Nederlandse Antillen – Trinidad en T. | 1 – 1   |
| 5  | Port-au-Prince | 17 december 1973 | WK 1974 kwalificatie                     | Trinidad en T. – Nederlandse Antillen | 4 – 0   |
| 6  | Medellín       | 8 juli 1978      | Vriendschappelijk                        | Trinidad en T. – Nederlandse Antillen | 3 – 1   |
| 7  | Port of Spain  | 9 november 1980  | WK 1982 kwalificatie                     | Trinidad en T. – Nederlandse Antillen | 0 – 0   |
| 8  | Willemstad     | 29 november 1980 | WK 1982 kwalificatie                     | Nederlandse Antillen – Trinidad en T. | 0 – 0   |
| 9  | Willemstad     | 1 april 1989     | Vriendschappelijk                        | Nederlandse Antillen – Trinidad en T. | 1 – 1   |
| 10 | Port of Spain  | 4 maart 2000     | WK 2002 kwalificatie                     | Trinidad en T. – Nederlandse Antillen | 5 – 0   |
| 11 | Willemstad     | 18 maart 2000    | WK 2002 kwalificatie                     | Nederlandse Antillen – Trinidad en T. | 1 – 1   |
| 12 | Port of Spain  | 17 juli 2008     | Vriendschappelijk                        | Trinidad en T. – Nederlandse Antillen | 2 – 0   |

## Samenvatting
| Competitie                     | Totaal gespeeld | Winst Ned. Ant. | Gelijk | Winst Trinidad en T. | Doelsaldo Ned. Ant. – Trinidad en T. |
| ------------------------------ | --------------- | --------------- | ------ | -------------------- | ------------------------------------ |
| WK-kwalificatie                | 5               | 0               | 3      | 2                    | 1 − 10                               |
| CONCACAF Gold Cup              | 1               | 1               | 0      | 0                    | 2 − 1                                |
| CONCACAF Gold Cup-kwalificatie | 1               | 0               | 0      | 1                    | 1 − 2                                |
| Vriendschappelijk              | 5               | 0               | 2      | 3                    | 3 − 8                                |
| Totaal                         | 12              | 1               | 5      | 6                    | 7 − 21                               |

NAVU · A-internationals · Nederlands-Antilliaans vrouwenelftal · Olympisch elftal
Antigua en Barbuda ·
Aruba ·
Bahama's ·
Barbados ·
Bermuda ·
Colombia ·
Costa Rica ·
Cuba ·
Denemarken ·
Dominicaanse Republiek ·
El Salvador ·
Grenada ·
Guatemala ·
Guyana ·
Haïti ·
Honduras ·
Jamaica ·
Kaaimaneilanden ·
Mexico ·
Nederland ·
Nicaragua ·
Panama ·
Puerto Rico ·
Saint Lucia ·
Saint Vincent en de Grenadines ·
Suriname ·
Trinidad en Tobago ·
Venezuela · 
Verenigde Staten
TTFF · A-internationals · Bondscoaches · Selecties · Statistieken · Olympisch elftal · Vrouwenelftal van Trinidad en Tobago · Trinidad U21 · Trinidad U19 · Trinidad U17
Gold Cup 1991 · 
Gold Cup 1993 · 
Gold Cup 1996 · 
Gold Cup 1998 · 
Gold Cup 2000 · 
Gold Cup 2002 · 
Gold Cup 2005 · 
Gold Cup 2007 · 
Gold Cup 2009 · 
Gold Cup 2011 · 
Gold Cup 2013
WK 2006
1934 · 
1935 · 
1936 · 
1937 · 
1938 · 
1939 · 
1940 · 
1941 · 
1942 · 
1943 · 
1944 · 
1945 · 
1946 · 
1947 · 
1948 · 
1949 · 
1950 · 
1951 · 
1952 · 
1953 · 
1954 · 
1955 · 
1956 · 
1957 · 
1958 · 
1959 · 
1960 · 
1961 · 
1962 · 
1963 · 
1964 · 
1965 · 
1966 · 
1967 · 
1968 · 
1969 · 
1970 · 
1971 · 
1972 · 
1973 · 
1974 · 
1975 · 
1976 · 
1977 · 
1978 · 
1979 · 
1980 · 
1981 · 
1982 · 
1983 · 
1984 · 
1985 · 
1986 · 
1987 · 
1988 · 
1989 · 
1990 · 
1991 · 
1992 · 
1993 · 
1994 · 
1995 · 
1996 · 
1997 · 
1998 · 
1999 · 
2000 · 
2001 · 
2002 · 
2003 · 
2004 · 
2005 · 
2006 · 
2007 · 
2008 · 
2009 · 
2010 · 
2011 · 
2012 · 
2013 · 
2014 ·
2015 ·
2016 ·
2017 ·
2018 ·
2019 ·
2020 ·
2021 ·
2022
Anguilla · 
Antigua en Barbuda ·
Argentinië ·
Azerbeidzjan · 
Bahama's ·
Bahrein · 
Barbados · 
Belize · 
Bermuda · 
Bolivia ·
Botswana · 
Britse Maagdeneilanden · 
Canada · 
Chili · 
China · 
Colombia · 
Costa Rica · 
Cuba · 
Curaçao · 
Dominicaanse Republiek ·
Ecuador ·
Egypte ·
El Salvador ·
Engeland ·
Estland ·
Finland ·
Grenada ·
Guatemala ·
Guyana ·
Haïti ·
Honduras ·
Ierland ·
IJsland ·
India ·
Irak ·
Iran ·
Jamaica ·
Japan ·
Jordanië ·
Kaaimaneilanden · 
Kenia · 
Koeweit ·
Marokko ·
Mexico ·
Montserrat ·
Nederlandse Antillen ·
Nicaragua ·
Nieuw-Zeeland ·
Noord-Ierland ·
Noorwegen · 
Oostenrijk · 
Panama ·
Paraguay ·
Peru ·
Puerto Rico ·
Roemenië ·
Saint Kitts en Nevis ·
Saint Lucia ·
Saint Vincent en de Grenadines ·
Saoedi-Arabië · 
Schotland ·
Slovenië ·
Suriname ·
Tadzjikistan ·
Taiwan ·
Thailand ·
Tsjechië · 
Uruguay · 
Venezuela · 
Verenigde Arabische Emiraten ·
Verenigde Staten ·
Wales · 
Zuid-Afrika ·
Zuid-Korea ·
Zweden
Engeland (2006) · 
Paraguay (2006) · 
Zweden (2006)